# 谢明勇
谢明勇（1957年2月—），男，江西宜春人，中国食品科学家，南昌大学教授、博士生导师，中国工程院院士。曾任国务院学位委员会学科评议组成员。